# Rijkî, Tarașcea
Rijkî (în ucraineană Ріжки) este o comună în raionul Tarașcea, regiunea Kiev, Ucraina, formată numai din satul de reședință.

## Demografie
Componența lingvistică a comunei Rijkî
     Ucraineană (99,27%)
     Alte limbi (0,73%)
Conform recensământului din 2001, majoritatea populației comunei Rijkî era vorbitoare de ucraineană (99,27%), existând în minoritate și vorbitori de alte limbi.